# Praxéas
Praxéas est un monarchien de l'Asie mineure qui a vécu à la fin du IIe siècle ou au début du IIIe siècle. Il croit à l'unité de la divinité chrétienne et s'oppose avec vigueur à toute tentative de séparer les personnages de Dieu le Père, Jésus-Christ et le Saint-Esprit. Il joue un rôle important dans la non-reconnaissance du montanisme par l'Église catholique.

## Biographie
Praxéas, l'un des premiers opposants au montanisme, nous est seulement connu par Adversus Praxean, ouvrage de Tertullien.
Praxéas s'établit à Carthage avant que Tertullien ne renonce à la communion catholique vers 206-208. Il enseigne le monarchianisme, ou du moins une doctrine que Tertullien estime être du monarchianisme : « Paracletum fugavit et patrem crucifixit », que l'on peut traduire par : « Après avoir rejeté le Paraclet, il crucifie maintenant le Père ». Tertullien réfute cette position ; Praxéas offre une explication ou une abjuration écrite, qui selon Tertullien des années plus tard, se trouve toujours dans les mains des autorités de l'église de Carthage. Cependant, Tertullien ne fait plus partie de l'Église catholique à ce moment et le monarchianisme est à nouveau toléré. Dans ses écrits, Tertullien ne mentionne pas les chefs du monarchianisme à Rome, il préfère s'attaquer à Praxéas. 
Praxéas serait le pape Calixte Ier selon l'auteur allemand Hageman.